# Райкин, Аркадий Исаакович
Арка́дий Исаа́кович Ра́йкин (11 (24) октября 1911, Рига, Лифляндская губерния, Российская империя — 17 декабря 1987, Москва, СССР) — советский артист эстрады, театра и кино, театральный режиссёр, конферансье, сценарист, писатель-сатирик. Герой Социалистического Труда (1981), народный артист СССР (1968), лауреат Ленинской премии (1980), кавалер ордена Ленина (1981).

## Биография

### Ранние годы

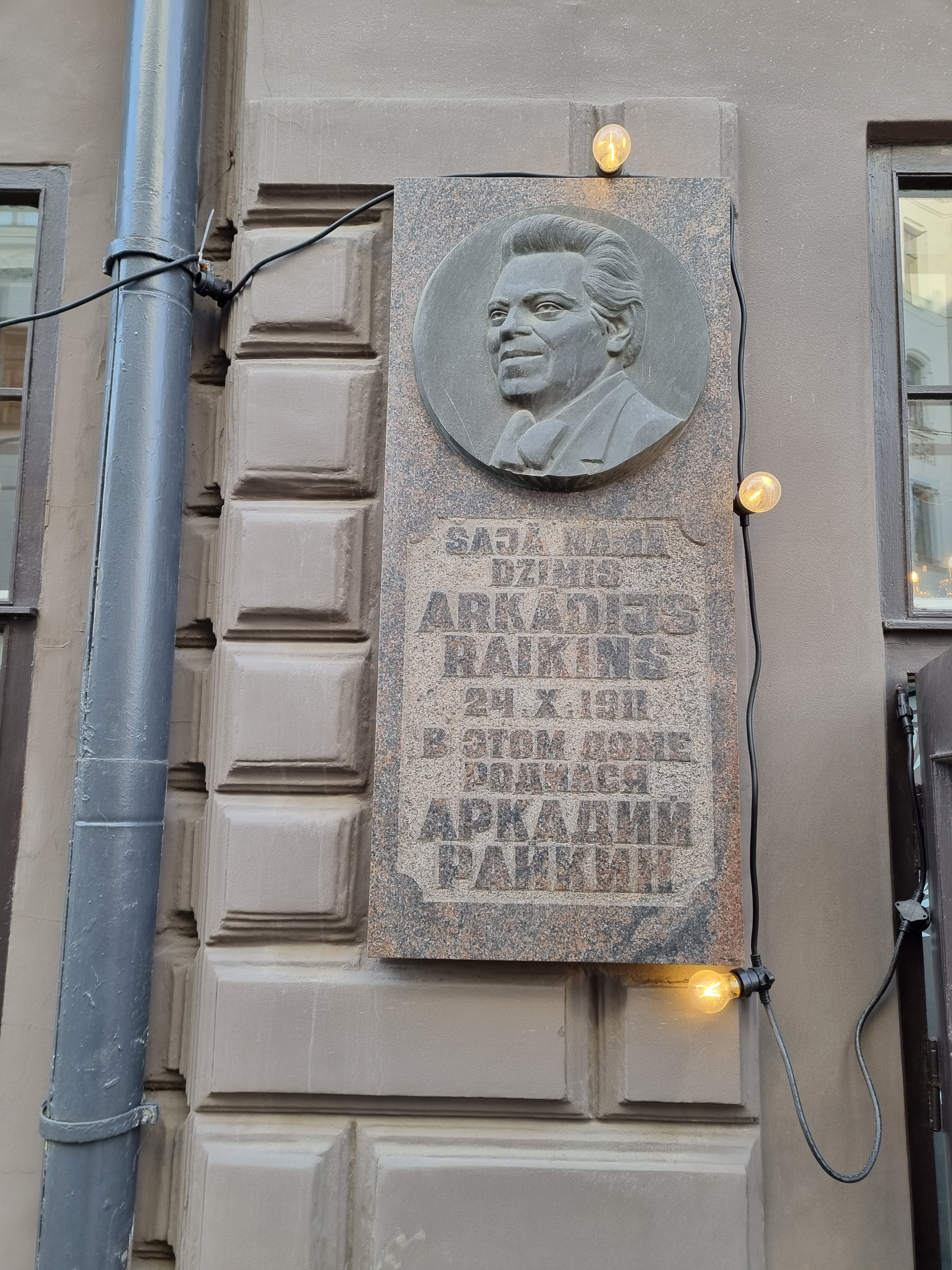
Мемориальная доска на доме № 4 по улице Авоту в Риге, где родился А. Райкин

Родился 11 (24) октября 1911 года в Риге в еврейской семье. Отец — портовый бракёр строительного леса, полоцкий мещанин Исаак (Ицик-Янкель) Давидович Райкин (1877—1942), умер при эвакуации из блокадного Ленинграда, мать — Лея Берковна (Елизавета Борисовна) Райкина (урождённая Гуревич; 1878—1966), акушерка. Родители оформили брак за год до рождения первенца, 3 (16) июня 1910 года. При рождении получил имя Арон. В семье росли также младшие сёстры Белла (1916—2009) и Софья, и брат Макс (1927—1999). Семья отца (его родители Давид Абрамович, купеческий сын, и Эйдл Янкелевна) происходила из Полоцка Витебской губернии, предки по материнской линии были потомственными рижанами. Дед по материнской линии был провизором, владел аптекой. В Риге расширенная семья Райкиных (включая многочисленных родственников со стороны отца) проживала в доме по Московской улице, № 19—21.
В 5-летнем возрасте был увезён родителями из ставшей прифронтовой Риги, но сохранил в памяти атмосферу дома № 16 по улице Мельничной (ныне — Дзирнаву). Семья переехала в Рыбинск, к месту новой работы отца. Ребёнком посещал хедер, владел идишем. Во время учёбы в школе, увлёкшись театром, занимался в драмкружке. В 1922 году семья переехала в Петроград. Учился в одной из старейших школ Петрограда № 206. В 1929 году устроился лаборантом на Охтинский химический завод.
В 1935 году окончил Ленинградский техникум сценических искусств (ныне Российский государственный институт сценических искусств), куда подал документы вопреки желанию родителей. Первоначально поступал на курс к Л. З. Траубергу и Г. М. Козинцеву, однако по результату экзаменов был определён в мастерскую ближайшего помощника Вс. Э. Мейерхольда (в 1910-е годы) В. Н. Соловьёва, режиссёра и учёного, знатока итальянской комедии дель арте и театра Мольера. Одновременно с обучением в техникуме брал частные уроки пантомимы и сценического движения у известного артиста жанра музыкальной эксцентрики, «короля юмора» 1910-х годов, М. Н. Савоярова, встретил у него сочувственное отношение и поддержку. Савояров стал для Райкина не только учителем, но и внимательным старшим товарищем. Он ввёл молодого человека в артистический круг, поделился старыми связями, познакомил с «нужными людьми». Аркадий перенял у Савоярова манеру и принципы подачи сатирического материала, научился выражать мысль мимическим движением, в одном жесте. Мобильность и гибкость Савоярова при смене образов, умение мгновенно переключаться с персонажа на персонаж впоследствии стали визитной карточкой самого́ Райкина, а специфика савояровского сценического стиля нашла своё воплощение в первых эстрадных номерах артиста, которые были поставлены в танцевально-мимическом жанре, без единого слова.:232

### Карьера
После окончания техникума работал в Ленинградском ТРАМе, который вскоре был преобразован в Театр имени Ленинского комсомола (ныне театр «Балтийский дом»). Одновременно с игрой в театре снимался в двух фильмах: «Огненные годы» и «Доктор Калюжный» (оба сняты в 1939 году). Начинал свою актёрскую деятельность как киноартист, но в целом карьера в кинематографе сложилась для него не особенно успешно. Признание пришло к актёру в Москве, в ноябре 1939 года, когда он стал лауреатом 1-го Всесоюзного конкурса артистов эстрады, выступив с танцевально-мимическими музыкальными номерами «Чаплин» и «Мишка», поставленными при участии Михаила Савоярова.
В том же 1939 году был принят в труппу Ленинградского театра эстрады и миниатюр (ныне Театр эстрады имени А. И. Райкина), где выступал с эстрадными номерами, освоил жанр конферанса. Спустя три года стал художественным руководителем этого театра.
Во время войны давал концерты на фронте. Приказом по Черноморскому флоту № 172с от 25 октября 1945 года руководитель Ленинградского театра эстрады и миниатюр А. И. Райкин был награждён орденом Отечественной войны 2-й степени (был представлен к ордену Красной Звезды) за культурно-массовое обслуживание и организацию концертов для личного состава Черноморского флота, Туапсинской и Потийской военно-морской базы, ВВС ЧФ. Также был награждён медалью «За оборону Кавказа».
После войны продолжил работу в Театре эстрады и миниатюр, также снимался в нескольких картинах. Вместе с писателем-сатириком В. С. Поляковым создал свои первые театральные программы «На чашку чая», «Не проходите мимо», «Откровенно говоря». Его выступления на радио и телевидении, аудиозаписи миниатюр пользовались популярностью у публики. Особенно известны театральные номера, в которых актёр быстро меняет облик. Создав целый ряд разнообразных образов, Райкин стал мастером сценического перевоплощения.
Во второй половине 1940-х годов Райкин материально поддерживал оставшегося без работы писателя Михаила Зощенко и его семью. Сатирик заказывал Зощенко юмористические рассказы и оплачивал их, хотя никогда не читал эти рассказы со сцены.
С 1957 года выступал за рубежом: в Польше, Болгарии, Венгрии, Чехословакии, Румынии, ГДР, на международном фестивале пантомимы в Западном Берлине (1962). В 1964 году вместе с театром был на гастролях в Англии, которые прошли с большим успехом.
Во время гастролей в Одессе заметил талантливых актёров молодёжного театра «Парнас-2» и в 1962 году пригласил работать в свой театр одесситов М. М. Жванецкого, Р. А. Карцева, В. Л. Ильченко и Л. Гвоздикову. В 1969 году в сотрудничестве с М. М. Жванецким была поставлена программа «Светофор». Со временем Жванецкий, будучи автором многих текстов, с которыми выступал Райкин, стал давать собственные концерты. Райкин не принял такую самостоятельность и в 1970 году уволил Жванецкого. Вслед за ним ушли и Карцев с Ильченко. Они создали свой Одесский театр миниатюр, который выпустил три программы: «Как пройти на Дерибасовскую», «Встретились и разбежались», «Искренне ваш».

 …я знаю только команду Ленинградского Государственного театра миниатюр под руководством […] Аркадия Райкина. […] человек там одиннадцать-тринадцать-четырнадцать артистов, не помню. Но это действительно команда. Во главе стоял абсолютно гениальный великий игрок и все ему подавали мячи. Потому что он был кровопийца и тиран как художественный руководитель. Он не терпел, если кто-то играл и кто-то забивал. То есть играть — играй, но не забивай. Ты играй на меня, а я буду забивать, я знаю, как это делать.— Михаил Жванецкий

Могила Аркадия Райкина на Новодевичьем кладбище Москвы

Его миниатюры и спектакли отличались сатирической остротой, особенно в сравнении с другими артистами эстрады того времени, но в то же время всегда были корректны и интеллигентны.
Среди авторов, с которыми он работал, были известные советские писатели-юмористы — В. Поляков, М. Азов, В. Тихвинский, М. Жванецкий, А. Хайт, «Гинряры» (М. Гиндин, Г. Рябкин и К. Рыжов), В. Ардов, М. Зощенко, А. Хазин, В. Сквирский, С. Альтов, М. Беленький, М. Мишин и другие.
25 февраля 1977 года во время пожара в гостинице «Россия» Аркадий Райкин выступал в концертном зале здания. Это помогло избежать паники и большего числа жертв.
В последние годы его отношения с партийными властями Ленинграда стали ухудшаться, и он попросил у Л. И. Брежнева разрешения перебраться вместе с театром в Москву. В 1982 году театр переехал в Москву и был переименован в Государственный театр миниатюр, в апреле 1987 года получил имя «Сатирикон» (с 1992 — имени А. И. Райкина).
Скончался в 23 часа 10 минут 17 декабря (по другим данным 20 декабря) 1987 года на 77-м году жизни в Москве от последствий ревмокардита. Похоронен на Новодевичьем кладбище (участок № 10).

### Семья
Жена — Руфь Марковна Райкина-Иоффе (18 января 1915, Ромны — 30 ноября 1989), актриса. Её отец — врач Марк Львович Иоффе (1886—1974) — был двоюродным братом академика А. Ф. Иоффе, мачеха — Рахиль Моисеевна Рутенберг — младшей сестрой инженера П. М. Рутенберга.
Дочь — Екатерина Райкина (род. 1938), заслуженная артистка РСФСР (1976). Внук — Алексей Юрьевич Яковлев (род. 1961), актёр, предприниматель.
Сын — Константин Райкин (род. 1950), актёр, режиссёр, художественный руководитель театра «Сатирикон»; народный артист РФ (1992), лауреат двух Государственных премий РФ (1995, 2002). Внучка — Полина Райкина (род. 1988), актриса.
Брат — Макс Ицикович Райкин (артистический псевдоним — Максим Максимов, 1927—1999), актёр, выступал в эстрадном дуэте с Владимиром Ляховицким.
Двоюродный брат — Ральф Райкин (1914—1999), врач-фониатр.
Двоюродный брат — Бруно Райкин (1912—2005), южноафриканский пианист и музыкальный педагог, с которым Аркадий Райкин встречался лишь однажды при посещении Лондона в 1964 году; аккомпаниатор Поля Робсона.

### Адреса в Ленинграде
- 1922—1942 — Троицкая улица (ныне Улица Рубинштейна), дом 23, кв. 79[31][32][33][34][35]
- 1956—1986 — Кировский проспект (ныне Каменноостровский проспект), дом 17

## Награды и звания
- Лауреат Первого Всесоюзного конкурса артистов эстрады (1939)
- Герой Социалистического Труда (23 октября 1981)
- Заслуженный артист РСФСР (5 ноября 1947)
- Народный артист РСФСР (11 апреля 1957)
- Народный артист СССР (1 июля 1968)
- Ленинская премия (1980)
- орден Ленина (23 октября 1981)
- орден Отечественной войны I степени (1985)
- орден Отечественной войны II степени (1945)[36]
- два ордена Трудового Красного Знамени (27 октября 1967[37] и 1971)
- орден Дружбы народов
- Медаль «За оборону Кавказа»
- Медаль «В ознаменование 100-летия со дня рождения Владимира Ильича Ленина»
- Медаль «За победу над Германией в Великой Отечественной войне 1941—1945 гг.».

## Творческая деятельность

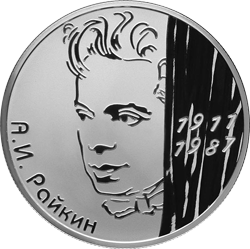
Памятная монета Банка России, посвящённая 100-летию со дня рождения А. И. Райкина. 2 рубля, серебро, 2011 год

### ЛенинградскийТРАМ
- «Служанка-госпожа» Дж. Б. Перголези — немой слуга Веспоне
- «Начало жизни» Л. Первомайского — Виноградский

### Ленинградский театр эстрады и миниатюр, Театр «Сатирикон»
Поставленные программы:
- 1940 — «На чашку чая»
- 1941 — «Не проходите мимо» (автор В. С. Поляков, режиссёр А. Г. Арнольд)
- 1942 — «Кроме шуток»
- 1943 — «Время идёт вперёд»
- 1945 — «Своими словами»
- 1946 — «Приходите, побеседуем»
- 1947 — «Откровенно говоря»
- 1948 — «На разных языках»

- 1949 — «Любовь и коварство»
- 1950 — «Вокруг света в 80 дней»
- 1952 — «Под крышами Парижа»

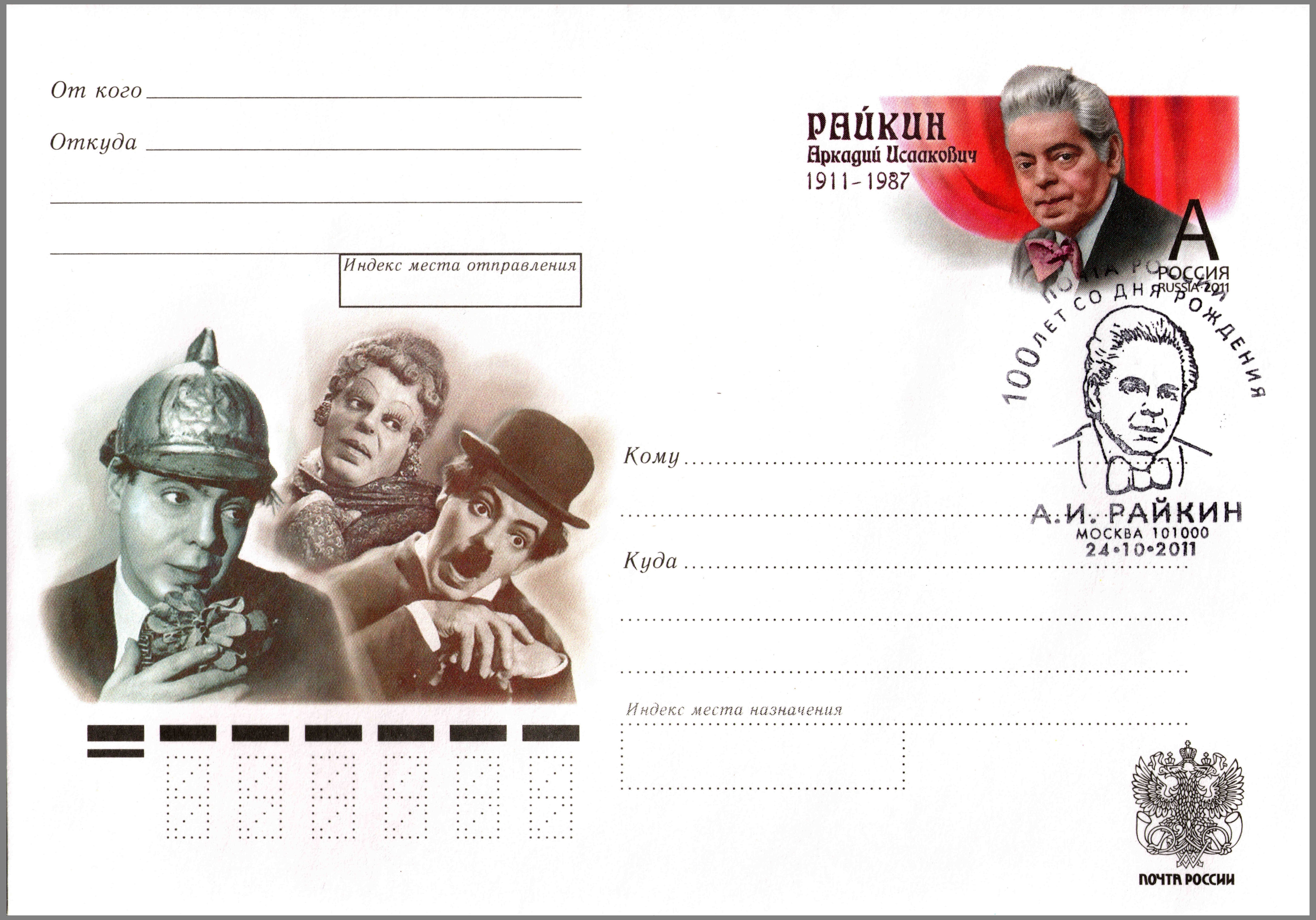
Почтовый конверт России

- 1953 — «Смеяться, право, не грешно»
- 1954 — «За чашкой чая»
- 1955 — «Человек-невидимка»
- 1956 — «Времена года»
- 1957 — «Белые ночи»
- 1958 — «На сон грядущий» (режиссёр Н. П. Акимов)
- 1959 — «Любовь и три апельсина» (режиссёр А. П. Тутышкин)
- 1960 — «От двух до пятидесяти»
- 1962 — «Время смеётся»
- 1964 — «Волшебники живут среди нас» (автор А. А. Хазин, режиссёр А. П. Тутышкин)
- 1967 — «Светофор»
- 1969 — «Плюс-минус»
- 1972 — «Избранное-72»
- 1973 — «Избранное-73»
- 1974 — «Избранное-74»
- 1976 — «Зависит от нас» («Дерево жизни»)
- 1979 — «Его величество театр»
- 1983 — «Лица»
- 1984 — «Мир дому твоему»

### Фильмография

#### Роли в кино
- 1932 — Первый взвод — солдат
- 1939 — Огненные годы — Рубинчик
- 1939 — Доктор Калюжный — Эммануил (Моня) Шапиро, новоиспечённый врач
- 1941 — Валерий Чкалов — американский журналист
- 1942 — Концерт фронту (музыкальный фильм) — киномеханик, ведущий концерта
- 1954 — Мы с вами где-то встречались — Геннадий Владимирович Максимов
- 1957 — Знакомые картинки (мультипликационный)
- 1958 — Человек многолик (словац. Muz mnoha tvárí)
- 1964 — Когда песня не кончается (музыкальный фильм-ревю) — пантомима «Рыбалка»
- 1969 — Вчера, сегодня и всегда — художник Репкин / директор пуговичной фабрики Кругозоров / директор швейной фабрики Слоновников / пожарный Набатов
- 1970 — Волшебная сила (киноальманах) (фильм 3 «Волшебная сила искусства») — артист, бывший ученик Елены Сергеевны
- 1974—1975 — Люди и манекены — таксист Егоров / Василий Васильевич / Ошлёпкин

#### Работы на телевидении
- 1956 — Концерт артистов ленинградской эстрады и театров
- 1960 — На сон грядущий
- 1964 — Голубой огонёк-1964 — интермедия «Из жизни многожёнцев»
- 1965 — Новогодний календарь (музыкальный фильм)
- 1965 — В первый час (телевизионное музыкальное ревю) — участник «Голубого огонька» (монологи «Из жизни многожёнцев» и «Кадры»)
- 1966 — Сказки русского леса (музыкальный фильм) — Хлестаков Иван Александрович
- 1967 — На два часа раньше (музыкальный фильм, пантомима «Рыбалка»)
- 1967 — Пополам (венг. Fele-Fele), музыкальный фильм-ревю)
- 1967 — Аркадий Райкин. Адрес: Театр (фильм-концерт)
- 1981 — 50 лет театру кукол Сергея Образцова
- 1987 — Мир дому твоему — ведущий / директор завода музыкальных инструментов / респондент психолога / отец-артист / работник убыточного комбината / профессор Вишневецкий, отец Пети / докладчик

#### Режиссёр
- 1975 — Люди и манекены (совместно с В. Храмовым)
- 1987 — Мир дому твоему (совместно с К. Райкиным, М. Орловым)

#### Сценарист
- 1967 — Аркадий Райкин. Адрес: Театр (фильм-концерт)
- 1975 — Люди и манекены (совместно с М. Жванецким, Л. Измайловым)

#### Озвучивание
- 1962 — Баня (мультипликационный) — читает текст
- 1985 — Королевский бутерброд (мультипликационный) — читает стихотворение

#### Участие в фильмах
- 1960 — Аркадий Райкин: Редкие записи (часть 1)
- 1961 — Бип остаётся в Ленинграде (документальный)
- 1967 — Аркадий Райкин (документальный)
- 1967 — Аркадий Райкин: Редкие записи (часть 2)
- 1974 — Народный артист Аркадий Райкин (документальный)
- 1974 — Пётр Мартынович и годы большой жизни (документальный)
- 1975 — Аркадий Райкин (документальный)
- 1979 — Огневой вы человек (документальный)
- 1983 — Я возвращаю ваш портрет (документальный)
- 1987 — Аркадий Райкин. Концерт в честь Артиста (последний выход на сцену)

## Признание

Доска на здании Дворца культуры имени А. М. Горького. «На сцене этого Дворца гастролировал с 1976 по 1987 год Народный артист СССР Аркадий Райкин».

Мемориальная доска А. И. Райкину, расположенная в Москве по адресу: Благовещенский переулок, дом 5.

- Мемориальная доска с бронзовым барельефом артиста и символической лентой с маской на фасаде жилого дома, по адресу: Санкт-Петербург, Каменноостровский, д. 17. Надпись гласит: «Здесь жил с 1956—1986 гг. выдающийся артист Аркадий Райкин».

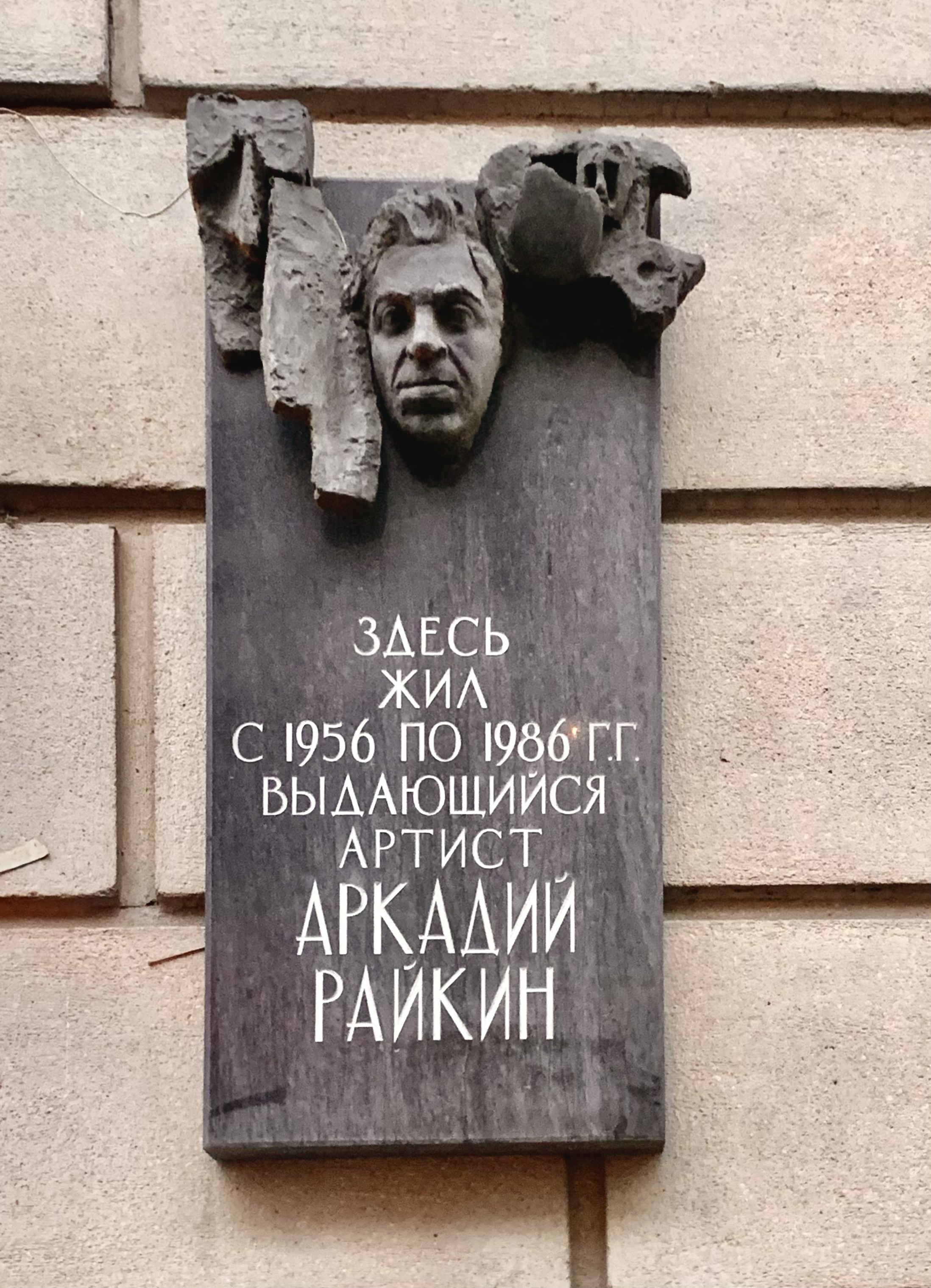
Мемориальная доска с высеченной бронзовой скульптурой Аркадия Райкина, на Каменноостровском, дом 17 в Петроградском районе Санкт-Петербурга.

- В 1975 году снят документальный фильм «Аркадий Райкин» (режиссёр М. Голдовская).
- В 1981 году вышла телепередача «Кинопанорама» в двух частях с участием Аркадия и Константина Райкиных. Беседовал с ними Э. Рязанов[38][39].
- В 1982 году на телеканале ЦТ вышел «Голубой огонёк», в котором принял участие А. Райкин.
- В 1994 году в честь А. И. Райкина назван астероид (4518) Райкин, открытый в 1976 году советским астрономом Н. С. Черных.
- В 1994 году на телеканале «ОРТ» вышел документальный фильм «Телемемуары», посвящённый творчеству А. Райкина. Вёл передачу Б. Брунов.
- 13 октября 1996 года и 22 марта 1998 года на телеканале «ОРТ» вышли передачи «Смехопанорама», посвящённые А. Райкину.
- 27 октября 2001 года в честь 90-летия артиста телеканал «РТР» показал юбилейный концерт.
- 31 мая 2003 года на «Первом канале» была показана телепередача «Аркадию Райкину посвящается…»[40].
- 3 июля 2004 года «Первый канал» показал фильм «Пёстрая лента», посвящённый А. Райкину[41].
- 12 октября 2006 года на «Первом канале» вышел документальный фильм «Звёзды эфира. Аркадий Райкин»[42].
- 23 октября 2006 года к 95-летию артиста на телеканале «Культура» вышел документальный фильм «Эпоха Аркадия Райкина»[43].
- 24 октября 2006 года в день 95-летия артиста «Первый канал» показал телепередачу «Аркадий Райкин. Король и шут»[44].
- 13 октября 2007 года в эфир на телеканале «Звезда» вышла телепередача «Кумиры о кумирах», в которой Ян Арлазоров рассказывал о своём кумире А. Райкине.
- 13 и 14 апреля 2009 года телеканал «ТНТ» показал телепередачу «Антология юмора. Аркадий Райкин. Серьёзно о смешном и смешно о серьёзном» в двух частях о творчестве артиста[45][46].
- 30 июня 2009 года в телепередаче «Комната смеха» были показаны различные миниатюры в исполнении артиста, в основном из телепередач «Вокруг смеха» и «Аншлаг»[47].
- 7 сентября 2011 года выпущен почтовый художественный маркированный конверт.
- 21 октября 2011 года к 100-летию артиста телеканал «Мир» показал телепередачу «Аркадий Райкин. „Сделано в СССР“»[48].
- 23 октября 2011 к 100-летию артиста «Первый канал» показал телепередачу «Аркадий Райкин. „Король и шут страны Советов“», посвящённую памяти артиста[49].
- 30 октября 2011 года на телеканале «Россия 1» был показан юбилейный вечер-концерт к 100-летию со дня рождения артиста.
- 5 ноября 2011 года на телеканале «Россия 1» к 100-летнему юбилею артиста был показан документальный фильм «Наш любимый Аркадий Райкин», который провёл Е. Петросян[50].
- В 2011 году на телеканале «Культура» в эфир вышел документальный фильм об Аркадии Райкине в честь его 100-летия.
- 1 апреля 2012 года на телеканале «ТВ Центр» был показана телепередача «Таланты и поклонники» об А. Райкине[51].
- В 2013 году на телеканале «Культура» был показан документальный фильм «Больше, чем любовь» о жизни Руфи и Аркадия Райкиных[52].
- В 2013 году на телеканале «Культура» в новогоднем выпуске телепередачи «Чему смеётесь? или Классики жанра» были показаны номера из «золотой видеотеки» юмора, в которую вошли выступления А. Райкина и других[53].
- В 2013 году в Москве открыт центр имени Аркадия Райкина.
- 6 апреля 2014 года в телепередаче «Обыкновенный концерт с Эдуардом Эфировым» были показаны архивные записи выступлений А. Райкина и других[54].
- В телепередаче «Смехоностальгия» неоднократно показывались фрагменты различных выступлений А. Райкина и многих других[55][56][57][58], а один выпуск был посвящён исключительно творчеству артиста[59].
- В Москве, Санкт-Петербурге и Риге на домах, в которых жил артист, а также в Санкт-Петербурге на здании Дворца культуры имени А. Горького, где он выступал, установлены мемориальные доски.
- 24 октября 2021 года на телеканале «ТВ Центр» был показан документальный фильм «Аркадий Райкин. „Королю дозволено всё“», посвящённый 110-летию артиста[60].
- 24 октября 2021 года на «Первом канале» был показан документальный фильм «Аркадий Райкин. „Человек с тысячью лиц“», посвящённый 110-летию артиста[61][62].